# Xã Cedarville, Quận Greene, Ohio
Xã Cedarville (tiếng Anh: Cedarville Township) là một xã thuộc quận Greene, tiểu bang Ohio, Hoa Kỳ. Năm 2010, dân số của xã này là 5.500 người.